# Château de Tournin
Le château de Tournin est un château, du XVIIe siècle, qui se dresse sur la commune de La Tour-du-Pin dans le département de l'Isère en région Rhône-Alpes. Il a succédé à une ancienne maison forte des sires de Virieu.
Le château de Tournin fait l’objet d’une inscription partielle au titre des monuments historiques par arrêté du 8 février 1967. Seuls les façades, les toitures, les cours et le jardin sont inscrits.

## Situation
Le château de Tournin est situé dans le département français de l'Isère sur la commune de La Tour-du-Pin.

## Histoire
Sur le site s'élevait primitivement une maison forte, fief, en 1450, de Pierre de Virieu.